# 필리프 4세
필리프 4세(프랑스어: Philippe IV, 1268년 ~ 1314년 11월 29일)는 1284년부터는 나바라 왕국의 명예왕이며 1285년부터는 프랑스 왕이다. 잘생긴 외모로 인해 미남왕(le Bel, Ederra)이라는 별명이 붙었다. 나바라 왕국의 왕 헨리케 1세의 딸 여왕 호아나 1세와 결혼에 의해 상파뉴 왕조의 뒤를 이어 필리페 1세로서 나바라왕(명예왕)을 겸하였다. 부르주아지 내지 소귀족 계급 출신의 법률가를 중용하여, 왕권의 강화에 노력하였다. 독실한 가톨릭 신자였으나 경제나 정치적인면에서는 종교를 떠나 이해득실에 예민한 인물이었다.
결코 성군이라 할 수는 없지만 유능한 군주였던것 만큼은 분명하다. 시대적 흐름을 간파하여 붕괴하기 시작한 봉건제의 대안으로 왕 중심의 새로운 국가체제를 확립했고 난제들을 헤쳐나가며 중앙집권을 위한 제도와 기구를 정비하였다. 이를 통해 프랑스가 강대국이 발전할 수 있도록 초석을 닦았으며 당대에도 강력한 왕권을 행사했다. 중앙집권과 왕권강화만큼은 유럽의 군주들중 선두주자에 속했다.
그의 재위기간중에 있었던 유명한 역사적인 사건으로는 교황 보니파시오 8세와 갈등하며 프랑스 최초에 삼부회를 개최했고, 아나니 사건, 아비뇽 유수, 성전기사단 해체등이 있다. 말년에는 여러 불미스러운 사건들로 힘든 시간을 보냈다. 자식대에 가서 후손(손자)을 잇지 못하여 카페왕조가 단절되고 발루아 왕조가 출발하였다. 이로 인해 잉글랜드 에드워드 3세에게 왕위계승권을 요구할 수 있는 빌미를 제공하였다. 양국간의 갈등은 점점 깊어졌고 백년전쟁(1337-1453)으로 이어졌다.

## 생애

### 초년과 즉위
1271년 모후 이사벨 다라곤이 사망하였고 필리프가 6살 무렵에 부왕과 재혼한 계비 마리아 판 브라반트는 이사벨의 자식들에게 그다지 좋은 새모후가 아니었다. 8살때 친형 루이가 죽었는데 이 죽음에 마리아가 관련있다는 소문이 파다했었다. 때문에 도팽이 된 후에는 늘 죽음에 대한 불안에 시달려야 했다. 어린시절 이런 경험은 훗날 도팽이 왕위에 오른 후 정서적 불안과 화폐위조범을 끓는 물에 집어넣어 죽이는 등 범죄자들에 대한 가혹한 처벌을 가한 것에 대한 원인으로 보여진다.
부왕 필리프 3세가 1285년 아라곤 십자군 당시 이질로 객사하자 도팽 필리프는 17세의 나이로 즉위하였다. 도팽 시절에는 제왕학을 비롯한 다양한 교육을 체계적으로 받았다. 즉위후 신하들 앞에서 조금도 흐트러짐도 없는 엄숙하고도 권위 있는 태도를 유지하였다. '무쇠왕' '대리석왕'이라 불릴 정도로 철두철미하고 융통성없는 모습을 보이기도 했다.

### 십자군 원정과 중앙집권
각국의 왕들 그리고 영주들과 경쟁할수 밖에 없었던 필리프 4세에게 있어서 중앙집권을 통한 국왕 중심의 새로운 국가체제 정비는 시대적 사명이였다. 필리프 4세는 부르주아지 또는 하위귀족 출신의 지식인들을 중용하여 중앙집권적 관료제와 기구를 정비했다. 이런 그의 노력은 좋은 결실을 거두기는 하였으나 조직확장으로 인해 왕실재정을 악화시키는 원인이 되기도 했다.

### 왕실 재정 문제
필리프 4세에게 있어서 재정문제는 다른 정책보다 우선시 되었고 재위 중 발생했던 주요사건들의 대부분도 재정 문제와 관련되어 있었다. 그가 재정적 어려움을 겪는 이유는 개인적인 낭비벽도 있었지만 행정조직정비,잉글랜드나 플랑드로와의 전쟁과 조부 루이 9세로부터 물려받은 왕실재정 문제가 근본원인이였다.
조부 루이 9세(재위 1226-1270)가 주도하여 7차와 8차 십자군 원정이 1248년과 1268년에 있었는데 2차례의 원정 모두 별다른 소득없이 실패로 끝났다. 7차 원정은 1년 왕실수입 총액의 8배가 넘는 비용이 지출되었고 특히 루이 9세가 생포되어 막대한 몸값을 지불한후에야 석방될수 있었다. 8차 원정중에는 생루이가 원정지인 하프스(지금의 튀니지 튀니스)에서 사망하였고 엄청난 전비 지출은 손자인 필리프 4세때까지 왕실 재정이 어려워지는 결과를 초래했다.

### 교황과의 갈등
1294년부터 1303년까지 잉글랜드의 에드워드 1세와 1302년부터 1304년까지는 플랑드르 공국과 전쟁을 벌였다. 이러한 대외 전쟁 수행에 필요한 경비 마련을 위해 1296년 프랑스 교회와 성직자에게 세금을 부과했다. 교황 보니파시오 8세는 칙서를 통해 세속군주의 교회나 성직자에 대한 세금징수를 금지했다. 이에 맞서 필리프 4세는 교황령과의 모든 교역을 차단하는등 강력한 조치를 취했다. 이는 교황청의 수입을 크게 감소하게 만들었고 양자간에 갈등은 교황이 한발 물러서면서 봉합되었다.

### 갈등의 재발
1301년 필리프 4세는 프랑스 성직자를 반역죄로 체포하여 투옥시킴으로 갈등이 재현되었다. 교황 보니파시오 8세는 즉시 석방할 것을 통보하며 필리프 4세에게 부여했던 프랑스 교회와 성직자에 대한 임시세 징수권리를 철회하는등 강경하게 대응했다. 이에 대해 필리프 4세는 프랑스 역사상 처음으로 삼부회를 1302년 4월 10일 파리의 노트르담에 소집하여 국민의 지지를 얻어내었다. 교황은 로마에서 공의회를 개최한후 1302년 11월 18일 세속권력에 대한 교황권의 절대우위를 주장하는 우남상탐이라는 칙서를 발표하며 파문도 불사하겠다는 의사를 보냈다. 그러자 필리프 4세는 교황칙서를 불태우고 의회를 열어 교황 보니파시오 5세의 이단혐의와 전임 교황 첼레스티노 5세에 대한 암살 혐의등에 대해 고발을 선언하는등 교황에 대한 공격을 퍼부었다.

### 아나니 사건

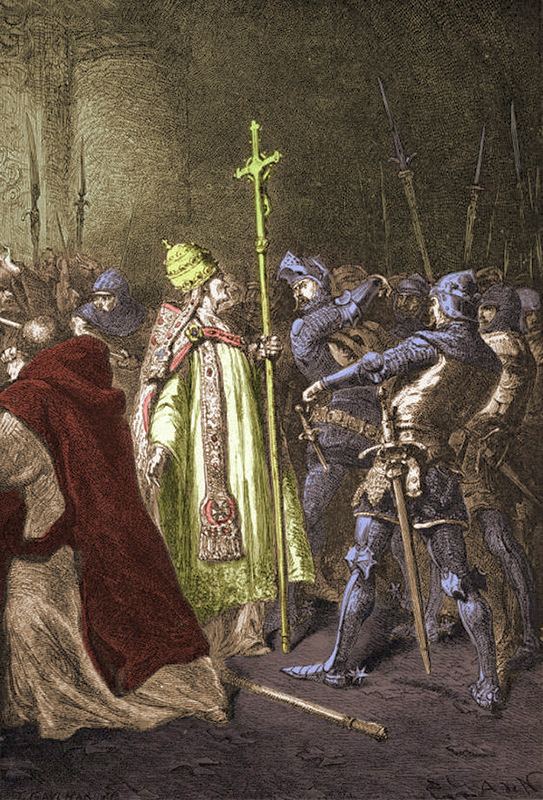
아나니 사건 (1303년 9월 7일)

교황과의 갈등이 지속되던중 교황이 필리프 4세에 대한 파면 교서를 1303년 9월 8일 발표할 예정이라는 소식을 접하게 되었다. 필리프 4세는 '기욤 드 노가레'에게 명하여 프랑스 군인들을 교황이 머물고 있는 아나니로 급파해서 1303년 9월 7일 교황을 생포하는 아나니 사건을 일으켰다. 이때 '기욤 드 노가레'는 폭언과 함께 교황에게 자진사퇴를 종용하였으나 교황은 끝까지 사임을 거부하였다. 아나니 습격에 가담한 로마 귀족 콜로나의 시아라는 교황의 빰을 때리는등 폭행을 가하였으며 즉결참수를 주장했다. 그러나 기욤 드 노가레는 교황을 프랑스로 압송하여 재판에 회부하고자 했다. 주장이 대립되자 교황을 3일동안 감옥에 가두어 놓은후 사후처리 방법을 조율하던중 아나니 시민들이 봉기하자 교황을 풀어주고 퇴각하였다. 아나니 사건이 있은후 한달만에 사건의 충격으로 교황 보니파시오 8세는 사망하고 말았다.

### 아비뇽 유수
아나니 사건을 통해 교황권을 꺽은 필리프 4세는 우위를 차지할 수 있었다. 보니파시오 8세의 후임으로 선출된 교황 베네딕토 11세가 8개월만에 사망한후 1년동안 새로운 교황을 선출하지 못했다. 추기경들이 필리프 4세와 화해를 모색하는 친프랑스파와 복수를 요구하는 반프랑스파로 나뉘었기 때문이다. 1305년이 되어서야 친프랑스파의 의견이 관철되어 프랑스 출신 베르트랑이 교황 클레멘스 5세로 피선되었다. 신임 교황은 프랑스 왕실의 지지를 받던 대주교출신으로 프랑스 국왕이 참석한 가운데 리옹에서 즉위식을 거행하였다.
이후 교황 클레멘스 5세는 프랑스 왕의 강력한 간섭을 받았으며, 로마로 들어가지 못한 채 프랑스에 체류하게 되었다. 또한 1309년 필리프 4세의 요구에 따라 교황청이 프랑스로 이주하게 되었다. 이후 1377년까지 70년간 교황청은 아비뇽에 머무르며 7명의 교황을 배출하였다. 아비뇽의 교황들은 프랑스 왕의 영향 속에서 프랑스에 의존하게 되었고 교황권은 쇠퇴하게 되었다.

### 성전기사단 해체
아비뇽 유수를 통해 교황권을 자신의 지배하에 두게되자 왕권신장에 이를 활용하였다. 중앙집권을 위해서 영토와 재정확보에 전력하며 이에 걸림돌이 되는 세력들을 적극적으로 제거하였다. 당시 성전기사단은 기부와 대부업을 통해 상당한 재산을 축적하고 있었다. 이들은 많은 토지도 소유하고 있었고 국제적인 조직을 가지고 있어 중앙집권에 방해가 되었다. 또한 필리프 4세는 전비조달을 위해 이들에게 많은 빚이 있었다. 프랑스내 이들의 조직을 해체시킬 경우 차입금을 갚지 않아도 되고 왕권강화에도 도움이되었다. 해체의 명분은 십자군전쟁이 종료된 시점이며 본래의 설립목적과는 달리 상업활동과 금융업에 지나치게 치중한다는 비판이 팽배했고 난립하는 기사단으로 인해 파생되는 문제들을 정리할 필요가 있다는 여론들이였다.
교황 클레멘스 5세(재위 1305-1314)에게 해산 압력을 넣었고 1307년 3,000여 명의 프랑스 단원을 체포하였다. 고문을 통해 거짓 자백을 강요하였고 죄를 뒤집어 씌운후 화형에 처해 버렸다. 1312년 교황은 기사단 해산령을 내릴수 밖에 없었다. 성전기사단의 재산은 성 요한기사단이 승계하였으나 성 요한 기사단을 장악하고 있었던 필리프 4세가 전용하였다. 필리프 4세는 대부업에 종사하던 유태인들에게도 많은 빚이 있었다. 그래서 고리대금업자에 대한 박해정책을 펼쳤고 빚을 갚지 않기 위해 유태인을 국외로 추방한후 재산을 몰수하였다.

### 화폐개주
왕실 재정의 궁핍을 타개하기 위해서는 조세를 증액하고 화폐개주를 실시했다. 화폐개주란 화폐의 순도를 조절하여 명목 가치와 실질 가치에 차이가 있도록 화폐를 고치어 다시 만드는 것을 말한다. 이때 발생하는 차액으로 왕실 재정을 충당하였다. 그러나 너무 빈번한 화폐개주를 실시하여 통화 질서의 혼란을 야기하였고 그 결과 경제적으로 나쁜 영향을 끼쳤다.

### 불행한 말년
1314년 필리프 4세의 장남과 삼남의 부인이 젊은 기사 두 명과 간통을 하다가 적발되었다. 두 명의 기사는 대역죄의 판결을 받았고 산 채로 사지가 절단된 후 효수되었다. 두 며느리는 삭발당한 후 감옥에 유폐되었다. 며느리들의 간통으로 고통받던 필리프 4세는 추가 징세에 대한 국민들의 거센 반발을 접하고 매우 힘들어했다.
필리프 4세의 죽음과 관련하여 흥미로운 일화가 전해진다. 필리프 4세는 1314년 3월 19일, '성전기사단'의 23대 단장 자크 드 몰레에게 누명을 씌워 노트르담 대성당 앞에서 그를 화형에 처했다. 자크 드 몰레는 죽는 순간까지 결백을 주장하였고 "필리프 4세를 신의 법정으로 소환하겠다"고 외치면서 죽었다.
필리프 4세는 그해 말 1314년 11월 29일에 사냥 중에 낙마하여 죽었다. 성전기사단 해체에 동의했던 교황 클레멘스 5세 역시 화형식이 있은 후 한 달이 못되어 죽었다.(1314년 4월 10일)

## 가족
- 부인 : 호아나 1세(나바라의 여왕)
  - 장녀 : 마르그리트(1288년 - 1294년)
  - 장남 : 루이 10세(1289년 10월 4일 - 1316년 7월 5일)
    - 손녀 : 호아나 2세(나바라의 여왕)
    - 손자 : 장 1세(나바라왕으로서는 호아네스 1세)

  - 차녀 : 블랑슈 (1290년 - 1294년)
  - 차남 : 필리프 5세(1292년 - 1322년 1월 3일)
  - 3남 : 샤를 4세(1294년 - 1328년)
  - 3녀 : 이자벨(1295년 - 1358년 8월 23일) - 영국왕 에드워드 2세의 부인, 에드워드 3세의 어머니
  - 4남 : 로베르(1297년 - 1308년)

## 참고 자료
- 다음백과
- 두산백과
- The Pope 'Horst Fuhrmann著'